# HMS Neptune (1797)
HMS Neptune (Корабль Его Величества «Нептун») — 98-пушечный линейный корабль второго ранга. Третий корабль Королевского флота, названный HMS Neptune, в честь римского бога морей Нептуна. Первый линейный корабль типа Neptune. Заложен в апреле 1791 года. Спущен на воду 28 января 1797 года на королевской верфи в Дептфорде.
Neptune был построен в первые годы революционных войн с Францией. Вскоре после его спуска на воду в 1797 году начался мятеж в Норе, и он был одним из нескольких лояльных судов, которым было поручено атаковать мятежные суда, если они откажутся подчиняться. Однако мятеж завершился прежде, чем потребовались столь суровые меры, и Neptune присоединился к флоту Канала. В 1799 году он был переведен в Средиземное море и провел остаток революционных войн в операциях вице-адмирала лорда Кейта.
После возобновления войны с Францией он принимал участие в блокаде испанских портов. Затем он входилав состав флота лорда Нельсона в битве при Трафальгаре, и принимал активное участие в боевых действиях. Он был полностью отремонтирован и вернулся в строй в 1807 году, после чего был направлен в Карибское море. В 1809 году он принял участие в успешном вторжении на Мартинику. Вернувшись в Великобританию в конце войны, он был переведен в резерв, а с 1813 года служил плавучей тюрьмой, пока не был разобран в 1818 году.

## Служба

### Мятеж в Норе
Neptune был введен в эксплуатацию 25 марта 1797 года под командованием капитана Генри Стэнхоупа. Он отплыл из Вулвича 11 июня 1797 года неся широкий вымпел коммодора сэра Эразма Гауэра, и отправился к Нору. В это время в Норе начался мятеж к которому присоединилась большая часть экипажей стоящих там кораблей. После того как Neptune стал на якорь в Грейвсенде, ему и 64-пушечным кораблям Agincourt и Lancaster, вместе с флотилией канонерских лодок, было приказано перехватить и атаковать мятежные корабли в Норе. Но прежде чем они смогли приступить к выполнению приказа, поступили сведения, что мятежники вступили в переговоры с графом Нортеском, капитаном 64-пушечного Monmouth, а вскоре большая часть кораблей подняла якоря и покинула рейд и мятеж провалился. Нападение было отменено. 21 сентября Стэнхоупа на посту капитана Neptune заменил капитан Гауэр, под командованием которого Neptune присоединился к флоту канала.

### Средиземное море
Гауэр оставался капитаном Neptune пока не был повышен до контр-адмирала белого вымпела, и 28 февраля 1799 года покинул корабль. вместо него временно был назначен капитан Герберт Сойер, который 5 марта 1799 года был заменен капитаном Джеймсом Вашоном. В первой половине 1799 года Neptune оставался в составе флота Канала, а в июне вошёл в состав эскадры из 15 линейных кораблей, которой было приказано присоединиться к флоту вице-адмирала лорда Кейта в Средиземном море. Эскадра под командованием контр-адмирала сэра Чарльза Коттона соединилась с силами Кейта на Менорке 7 июля, в результате чего британский флот в Средиземном море увеличился до 31 корабля. Кейт собрал такие силы для перехвата большого франко-испанского флота из 42 судов под командованием адмиралов Этьена Брюи и Хосе Маззаредо. Флот Кейта вышел в море 10 июля, однако экспедиция Брюи избежала встречи с британским флотом, и спокойно достигла Бреста 9 августа. Neptune продолжал службу в составе Средиземноморского флота до конца французских революционных войн.
Капитан Вашон покинул свой пост 26 марта 1801 года, а на следующий день на борт Neptune прибыл капитан Эдвард Брейс. В этот период Neptune стал флагманом вице-адмирала Джеймса Гамбье. Командование капитана Брейса продлилось недолго и 12 сентября он был заменен капитаном Фрэнсисом Остином. После прекращения военных действий с подписанием Амьенского мира в марте 1802 года, Neptune, как и многие другие корабли Средиземноморского флота, был отправлен в резерв, прибыв в Портсмут 24 февраля. Neptune затем прошел краткий ремонт, на который было израсходовано £ 5728, £ 2895 из которых было потрачено на его корпус, мачты и реи. Капитан Остин был заменен 30 сентября 1802 года капитаном Уильямом Друри, который принял командование на следующий день. С Neptune, который был полностью отремонтирован, он отплыл из верфи и присоединился к флоту канала в Спитхеде 29 октября 1802 года.

### Блокада
Друри командовал Neptune в течение следующих двух лет, пока его не повысили до контр-адмирала в 1804 году. Он покинул корабль 13 мая 1804 года и на следующий день на борт прибыл капитан сэр Томас Уильямс. Neptune провел остаток 1804 года вместе с флотом Канала, который блокировал французские атлантические порты. В течение этого времени здоровье капитана Уильямса заметно ухудшилось, и он вернулся в Британию 7 мая 1805 года. Он был заменен капитаном Томасом Фримантлом 8 мая, и был отправлен присоединиться к эскадре Роберта Кальдера, которая блокировала Ферроль после того, как франко-испанский флот прибыл туда после битвы при мысе Финистерре. Кальдер решил, что его восьми кораблей недостаточно, чтобы противостоять флоту Вильнева, если он попытается выйти из гавани и потому двинулся на север, чтобы присоединиться к флоту адмирала Уильяма Корнуоллиса, который блокировал Брест. Вскоре после этого из Вест-Индии вернулся флот Нельсона, в результате чего флот увеличился ещё на 12 кораблей, и Кальдер с эскадрой из 18 кораблей, в которую входил и Neptune, был отправлен обратно к Ферролю искать флот Вильнева. К этому времени Вильнев отвел свой флот в Кадис и отряду Кальдера было приказано присоединиться к наспех собранному британскому флоту под командованием вице-адмирала Катберта Коллингвуда, который блокировал франко-испанский флот в Кадисе.

### Трафальгарское сражение
Neptune входил в состав колонны вице-адмирала Нельсона в битве при Трафальгаре 21 октября, и был третьим кораблём в линии, между своим собратом Temeraire, и 74-пушечным Leviathan. Капитану Фримантлу была обещана позиция второго корабля в линии, сразу за флагманом Нельсона Victory, и к 10 часам утра Neptune развил достаточную скорость, чтобы нагнать его. Фримантл хотел обогнать Victory, и повести линию в бой, но Нельсон приказал Neptune вернуться на своё место в колонне. Neptune вступил в бой вслед за флагманом Нельсона, пройдя за кормой французского флагмана Bucentaure. Когда он проходил мимо Bucentaure, Neptune дал по противнику залп орудиями левого борта, с ужасными последствиями для уже поврежденного флагмана Вильнева. Капитан Фримантл, который лично стоял у руля, затем повернул к своему противнику правым бортом, и оказавшись на траверзе Bucentaure, дал по нему ещё два бортовых залпа из почти 50 орудий с расстояния менее 100 метров.

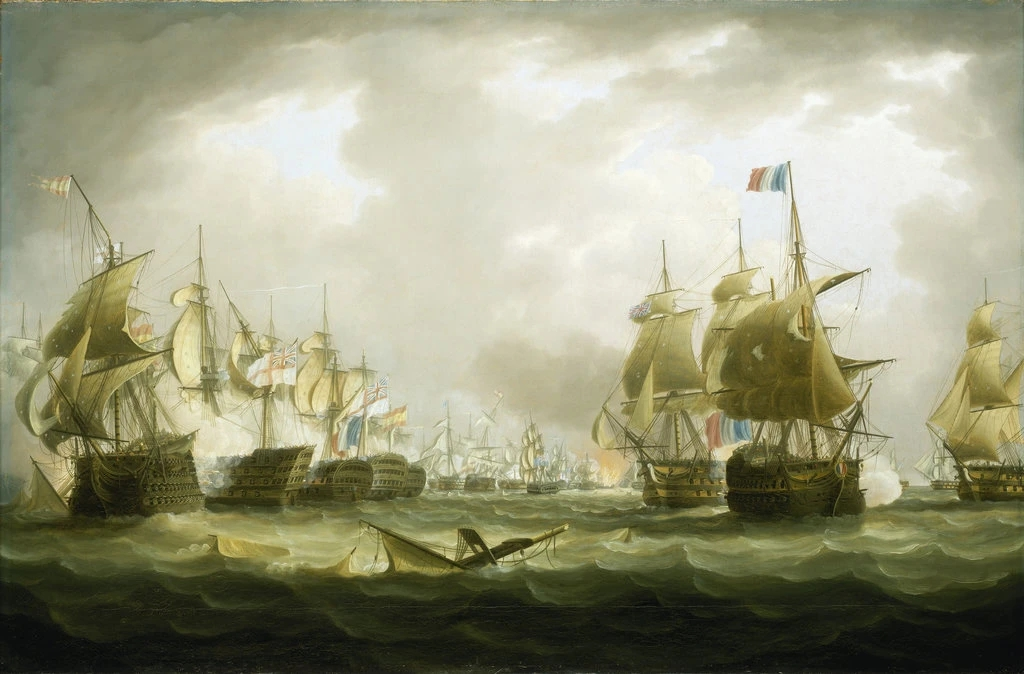
Начало сражения. Справа на переднем плане Bucentaure, за ним Neptune

Затем Фримантл увидел возвышающуюся громаду испанского четырёхдечного корабля Santísima Trinidad, и направился к его правому борту в надежде обстрелять корму испанского судна. Открыв огонь из орудий левого борта, Neptune расположился на правом траверзе испанского судна и обменивался с ним залпами в течение следующего часа, в то время как все больше британских кораблей проходили через зазор за кормой Neptune. Santísima Trinidad, сильно пострадавший от огня Neptune и 74-пушечных кораблей Leviathan и Conqueror, полностью лишился мачт, а вся его палуба была завалена обломками. Однако он продолжал сражаться, пока в 13:30 не спустил свой флаг, понеся тяжелые потери (205 погибших и 103 раненых). Neptune оставил приз на 98-пушечный Prince и направился на север, чтобы отрезать остатки вражеского флота, вступив в короткий бой с французским 74-пушечным Intrépide. Во время битвы Neptune был серьезно поврежден, получил девять пробоин корпуса, а его мачты хоть и уцелевшие, были в плохом состоянии. Во время боя он потерял 10 человек убитыми и 34 ранеными, при этом никто из офицеров корабля не пострадал и только казначей, Ричард Харрелл, был ранен.

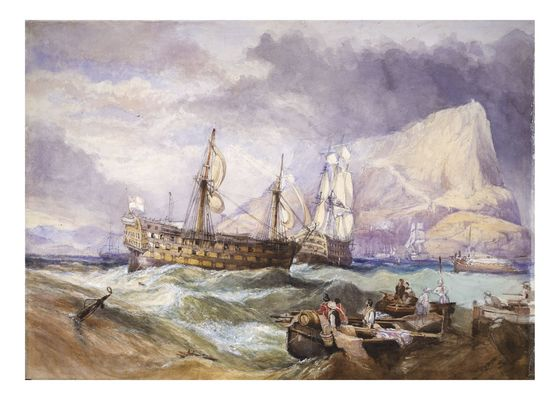
Victory на буксире у Neptune

После битвы Коллингвуд перенёс свой флаг с поврежденного Royal Sovereign на фрегат Euryalus, и 22 октября Neptune взял Royal Sovereign на буксир. 23 октября, когда франко-испанская эскадра, отступившая в Кадис под командованием коммодора Жульена Космао, вернулась чтобы попытаться отбить призы, Neptune бросил буксир, передав его Mars, а сам взял на борт Вильнева и нескольких взятых в плен капитанов, которые первоначально были на борту Mars. Так как погода продолжала ухудшаться, с Neptune были отправлены лодки для оказания помощи в эвакуации экипажа Santísima Trinidad, который вскоре затонул. После того как шторм поутих, он взял на буксир потрепанный Victory, с телом лорда Нельсона, и привел его в Гибралтар 28 октября.

### Вест-Индия
После прохождения срочного ремонта в Гибралтаре Neptune отплыл в Англию, прибыв в Портсмут 6 декабря 1805 года. Затем он был отправлен в Спитхед в начале 1806 года, но вернулся в Портсмут 23 ноября, и 24 марта 1807 года был помещен в док для ремонта. Ремонт продолжался до ноября 1807 года, его медная обшивка бала удалена а его корпус отремонтирован. После этого он вновь вступил в строй 18 августа 1807 под командованием своего прежнего капитана, сэра Томаса Уильямса. Сначала он был назначен на службу в Ла-Манш, но в 1808 году был отправлен в Вест-Индию. 9 ноября 1808 года капитана Уильямса сменил капитан Томас Пинто, который провел на этом посту лишь шесть недель, прежде чем его сменил капитан Чарльз Дилкс 20 декабря.
На январь 1809 года было запланировано нападение на французскую колонию Мартиника, которой управлял адмирал Луи Тома Вилларе де Жуайёз. Neptune стал флагманом командующего экспедицией, контр-адмирала Александра Кокрейна, и силы вторжения, состоящие из 44 судов и транспортов, перевозящие 10000 солдат под командованием генерал-лейтенанта Джорджа Беквита, отплыли к Мартинике 28 января. Эскадра прибыла к острову 30 января, и 3000 солдат под командованием генерал-майора Фредерика Мейтленда были высажены на берег не встретив сопротивления. 600 солдат были высажены на берег в районе мыса Соломон с борта 74-пушечного Belleisle под командованием капитана Уильяма Чарльза Фахи. Оставшаяся часть армии из 6500 человек была высажена в северной части острова под командованием генерал-майора сэра Джорджа Прево. Франзуцский гарнизон был вынужден отступить к нескольким укрепленным позициям, последняя из которых сдалась 24 февраля 1809 года.

### Бой с эскадрой Троуда
Эскадра Кокрейна всё ещё оставались в районе острова, когда в марте 1809 года в Карибское море прибыла французская эскадра, состоящая из трех 74-пушечных кораблей (Hautpoult, Courageux и Polonais) и двух фрегатов (Félicité и Furieuse), под командованием коммодора Амабля Троуда. Узнав что Мартиника находится в руках англичан, Троуд бросил якорь вблизи Иль-де-Сент. Кокрейн решил ликвидировать эту угрозу, высадив на островах несколько отрядов и установив тяжелые орудия на возвышениях. Троуд был вынужден выйти в море, после чего эскадра Кокрейна устремилась за ним в погоню. Преследование продолжалось несколько дней и завершилось захватом 74-пушечного корабля Hautpoult. Капитан Neptune, Чарльз Дилкс, был назначен командиром захваченного корабля, а его место на посту капитана Neptune 2 августа занял Джеймс Атол Вуд.

### Последние годы
Дилкс вновь принял командование кораблем 2 марта 1810 года в то время как Вуд был переведен на Pompee. Однако капитан Дилкс отличался слабым здоровьем, и капитан Баллард принял командование кораблем 22 июля. Neptune вернулся в Плимут 26 октября и отправлен в док 9 ноября для перевода в резерв. Процедура обошлась в £ 713, а после её окончания 8 декабря, он был отправлен в Хамоазе, где оставался до поздней осени 1813 года. Его корпус, похоже, быстро портился, и после обследования он был признан непригодным для дальнейшей службы в море. Совет ВМФ предложил преобразовать судно в плавучую тюрьму. Предложение было принято, и 22 ноября он был отправлен в док для переоборудования. По завершении работ в декабре он был введен в эксплуатацию под командованием лейтенанта Джорджа Лоуренса. Neptune оставался в этой роли в течение трех лет, пока не был отправлен на слом и разобран в октябре 1818 года.